# فلات قاره جنوبگان
فلات قاره جنوبگان (انگلیسی: Antarctic continental shelf) پدیده‌ای زمین‌شناسی در زیر اقیانوس منجمد جنوبی است که قاره جنوبگان را احاطه کرده است. این فلات قاره عمدتاً باریک و به‌شکل غیرمعمولی ژرف است و حاشیه آن در ژرفای ۵۰۰ متری اقیانوس قرار دارد (میانگین ژرفای حاشیه فلات قاره‌ها در دنیا حدود ۱۰۰ متر است) و تا عمق ۲۰۰۰ متری گسترده شده است. فلات قاره جنویگان محل مهم اکوسیستم پنگوئن‌ها و ماهی‌های آب سرد و سخت‌پوستان است.
چندین کشور از جمله شیلی (از سال ۱۹۴۷)، استرالیا (از سال ۱۹۵۳)، فرانسه و آرژانتین مدعی مالکیت بخش‌هایی از این فلات قاره هستند.